# 東小松川
東小松川（ひがしこまつがわ）は、東京都江戸川区西部の町名。住居表示実施済みで東小松川一丁目から四丁目がある。

## 地域
江戸川区西部に位置する町。荒川水面と小松川境川をもって地区の西辺とし、東京都道308号千住小松川葛西沖線を東辺とする南北に細長い町域をしている。
隣接する地域は、北は西小松川町および一部で松島一丁目、東は松江一・三・四・五丁目、南は船堀一丁目、西は荒川・中川を挟んで対岸に小松川一・二丁目。

## 地価
住宅地の地価は、2025年（令和7年）1月1日の公示地価によれば、東小松川2-13-10の地点で32万3000円/m2、
東小松川4-11-24の地点で38万7000円/m2となっている。

## 歴史
町名は、中世以来の東小松川村の名を受け継いでいる。ただし、東小松川村は現在の「東小松川」よりも広い範囲であった。

## 世帯数と人口
2025年（令和7年）1月1日現在（江戸川区発表）の世帯数と人口は以下の通りである。
| 丁目           | 世帯数    | 人口     |
| -------------- | --------- | -------- |
| 東小松川一丁目 | 844世帯   | 1,595人  |
| 東小松川二丁目 | 1,563世帯 | 3,188人  |
| 東小松川三丁目 | 1,478世帯 | 2,946人  |
| 東小松川四丁目 | 2,182世帯 | 4,033人  |
| 計             | 6,067世帯 | 11,762人 |

### 人口の変遷
国勢調査による人口の推移。
| 年                 | 人口   |
| ------------------ | ------ |
| 1995年（平成7年）  | 9,907  |
| 2000年（平成12年） | 9,891  |
| 2005年（平成17年） | 10,340 |
| 2010年（平成22年） | 10,993 |
| 2015年（平成27年） | 11,415 |
| 2020年（令和2年）  | 11,992 |

### 世帯数の変遷
国勢調査による世帯数の推移。
| 年                 | 世帯数 |
| ------------------ | ------ |
| 1995年（平成7年）  | 3,721  |
| 2000年（平成12年） | 3,971  |
| 2005年（平成17年） | 4,330  |
| 2010年（平成22年） | 4,901  |
| 2015年（平成27年） | 4,963  |
| 2020年（令和2年）  | 5,544  |

## 学区
区立小・中学校に通う場合、学区は以下の通りとなる(2017年12月時点)。なお、江戸川区では学校選択制度を導入しており、区内全域から選択することが可能。
| 丁目           | 番地            | 小学校                   | 中学校                   |
| -------------- | --------------- | ------------------------ | ------------------------ |
| 東小松川一丁目 | 全域            | 江戸川区立松江小学校     | 江戸川区立松江第四中学校 |
| 東小松川二丁目 | 8〜11番 35番    | 江戸川区立松江小学校     | 江戸川区立松江第四中学校 |
| 東小松川二丁目 | 1〜7番 12〜34番 | 江戸川区立東小松川小学校 | 江戸川区立松江第一中学校 |
| 東小松川三丁目 | 全域            | 江戸川区立東小松川小学校 | 江戸川区立松江第一中学校 |
| 東小松川四丁目 | 全域            | 江戸川区立東小松川小学校 | 江戸川区立松江第一中学校 |

## 事業所
2021年（令和3年）現在の経済センサス調査による事業所数と従業員数は以下の通りである。
| 丁目           | 事業所数  | 従業員数 |
| -------------- | --------- | -------- |
| 東小松川一丁目 | 67事業所  | 486人    |
| 東小松川二丁目 | 113事業所 | 902人    |
| 東小松川三丁目 | 79事業所  | 776人    |
| 東小松川四丁目 | 156事業所 | 1,411人  |
| 計             | 415事業所 | 3,575人  |

### 事業者数の変遷
経済センサスによる事業所数の推移。
| 年                 | 事業者数 |
| ------------------ | -------- |
| 2016年（平成28年） | 430      |
| 2021年（令和3年）  | 415      |

### 従業員数の変遷
経済センサスによる従業員数の推移。
| 年                 | 従業員数 |
| ------------------ | -------- |
| 2016年（平成28年） | 3,257    |
| 2021年（令和3年）  | 3,575    |

## 交通

### 公共交通
鉄道
当町域内に鉄道駅は存在しない。さらに至近の駅から1 km以上離れた鉄道空白地帯に地区の北部（東小松川一・二丁目）が当たる。以下に最寄駅を挙げる。
- 都営地下鉄新宿線：船堀駅（船堀）

路線バス
都営バスと京成タウンバスの路線があり、すべての系統が東小松川1丁目の京葉交差点停留所を経由する。
- 東京都道308号千住小松川葛西沖線（船堀街道）を経由する系統
  - 新小21：新小岩駅 - 江戸川区役所 - 船堀駅 - 棒芽場 - 西葛西駅
  - 深夜12：新小岩駅 - 江戸川区役所 - 船堀駅
  - 錦25：錦糸町駅 - 小松川三丁目 - 船堀駅 - 三角 - 葛西駅
  - 錦27-2：JR小岩駅 - 江戸川区役所 - 船堀駅
- 今井街道から東小松川一丁目・京葉交差点を経由する系統
  - 新小22：新小岩駅 - 江戸川区役所 - 一之江駅 - 今井 - 葛西駅
  - 亀26：亀戸駅 - 小松川三丁目 - 松江 - 一之江駅 - 今井
  - 平23：平井駅 - 小松川三丁目 - 松江 - 三角 - 葛西駅
- 平和橋通り - 京葉道路を経由する系統
  - 錦27：両国駅 - 錦糸町駅 - 江戸川区役所 - 鹿骨中学校 - JR小岩駅
  - 小74：小松川警察署 - 江戸川区役所 - 鹿骨中学校 - JR小岩駅

### 道路・橋梁
道路
- 首都高速中央環状線：中環小松川入口/小松川出口・船堀橋出入口
- 首都高速7号小松川線：小松川出入口
- 国道14号（京葉道路）
- 東京都道50号東京市川線（新大橋通り）
- 東京都道308号千住小松川葛西沖線（船堀街道）
- 東京都道450号新荒川葛西堤防線
- 今井街道

橋梁
- 船堀橋（荒川・中川。東小松川四丁目 - 小松川一丁目）

## 施設
学校
- 江戸川区立東小松川小学校
- 東京都立白鷺特別支援学校

公園・スポーツ・レクリエーション
- 江戸川競艇場
- 小松川境川親水公園

## 史跡
- 泉福寺
- 永福寺
- 寿光院 (江戸川区)（wikidata）
- 宝積院
- 白髭神社
- 正徳寺

## その他

### 日本郵便
- 郵便番号 : 132-0033[3]（集配局 : 江戸川郵便局[16]）。